# Jadwiga Siedlecka-Siwuda
Jadwiga Siedlecka-Siwuda (ur. 1955 w Łodzi) – polska krajoznawczyni, tłumaczka i redaktorka, działaczka na rzecz osób niepełnosprawnych, autorka licznych przewodników po Litwie.

## Życiorys
W 1979 ukończyła studia z dziedziny filologii niemieckiej na Uniwersytecie Łódzkim. Pracowała w łódzkim Biurze Handlu Zagranicznego „Textilimpex-Tricot”, a od 1980 w stargardzkich Zakładach Przemysłu Dziewiarskiego „Luxpol”, gdzie związała się z NSZZ „Solidarność” (była jej współzałożycielką oraz członkiem Komisji Zakładowej). Współzakładała pismo „Niezależność”, zostając jego redaktorką naczelną.
Po zwolnieniu z pracy zatrudniona jako nauczycielka niemieckiego w szkołach w Stargardzie Szczecińskim, Szczecinie, Dębem, Serocku i Jachrance oraz polonistka i kierownik zajęć pozalekcyjnych w Ozorkowie. Na początku transformacji ustrojowej otworzyła własne biuro tłumaczeń (od 1995 posiada uprawnienia tłumacza przysięgłego języka niemieckiego).
W 1990 zakładała i brała czynny udział w pracach stowarzyszenia „Carpe diem”. W 1997 wraz z pierwszym mężem stworzyła Towarzystwo Kulturalno-Naukowe im. Mikołaja Konstantego Čiurlionisa, które zajmuje się popularyzacją dorobku twórczego malarza i kompozytora oraz organizuje wycieczki jego szlakiem. W latach 1988–2003 współredagowała kwartalnik turystyczno-kulturalny „Mandragora”. Od 2002 do 2005 pełniła obowiązki wiceprzewodniczącej Rady ds. Turystyki Osób Niepełnosprawnych Zarządu Głównego PTTK. W 2003 zakładała Fundację Europy Środkowo-Wschodniej „Lithuania”.
W 2006 wraz z drugim mężem organizowała białorusko-polską ekspedycję rowerową Traktem Królewskim Kraków–Lublin–Brześć–Wilno–Grodno. W 2008 znalazła się wśród założycieli lubelskiej Organizacji Turystycznej „Szlak Jagielloński”.
W pierwszym związku zamężna z Tadeuszem Siedleckim (1951–2002), krajoznawcą i animatorem ruchu turystycznego w Polsce, właścicielem wydawnictwa AgArt. Od 2003 związana z Alaksandrem Siwudą, białoruskim masażystą i rehabilitantem.
W 2001 odznaczona Orderem Wielkiego Księcia Giedymina V klasy. Od 1996 pełni obowiązki sekretarza Ogólnopolskiego Klubu Miłośników Litwy.

## Wybrane publikacje
- Druskienniki (1994)
- Druskieniki nad Niemnem (1995, 1997)
- Troki i okolice (1997)
- Połąga i okolice (1998)
- Preludium Warszawskie (1996; biografia Mikołaja Konstantego Čiurlionisa).